# Serhij Kryvtsov
Serhij Andrijovytj Kryvtsov (ukrainska: Сергій Андрійович Кривцов), född 15 mars 1991 i Zaporizjzja, är en ukrainsk fotbollsspelare som spelar för Sjachtar Donetsk. Han representerar även Ukrainas fotbollslandslag.